# اریک دوژاردان
اریک دوژاردان (فرانسوی: Éric Desjardins‎؛ زادهٔ ۱۴ ژوئن ۱۹۶۹) بازیکن هاکی روی یخ اهل کانادا بود.
وی همچنین برندهٔ جوایزی همچون جام استنلی شده‌است.
از باشگاه‌هایی که در آن بازی کرده‌است می‌توان به فیلادلفیا فلایرز و مونترآل کانادینز اشاره کرد.